# Dieter Stern
Pour les articles homonymes, voir Stern.
Dieter Stern (né le 14 mai 1934 à Sarstedt, mort le 15 septembre 2011 à Hanovre), est un grand maître par correspondance allemand du jeu d'échecs.
Il finit neuvième du championnat d'Allemagne en 1967 et remporta le tournoi par correspondance des 40 ans du SSSK (1993-1997).